# Youri Antonov
Pour les articles homonymes, voir Antonov.
Youri Mikhaïlovich Antonov (en russe : Юрий Михайлович Антонов), né le 19 février 1945 à Tachkent (République socialiste soviétique d'Ouzbékistan), est un chanteur, musicien et compositeur soviétique et russe, artiste du peuple de la fédération de Russie. Finaliste du concours Chanson de l'Année à plusieurs reprises, lauréat du prix Ovation (Овация).

## Personnalité
Youri Antonov a été marié trois fois ; il a une fille qui habite aux États-Unis et un fils (né en 1997).

## Œuvre

### Discographie
Youri Antonov a publié plus de 30 albums studio sortis entre 1970 et 2001.
La langue de ses chants est imprégnée du lyrisme :

« Je vais à ta rencontre à toi

Par le sentier sonnant.

Je désire te donner le soir 

Par le sentier sonnant.

Je désire te donner le soir

Le plus doux et charmant. »

— un vers de la chanson de Y. Antonov Je vais à ta rencontre..., traduit par Marina Severtseva.
Le texte original :

« Я иду тебе навстречу

По траве звенящей.

Подарю тебе я вечер

Самый настоящий. »

### Cinéma
Il est aussi connu pour son travail au cinéma :
- Protégez les femmes / «Берегите женщин» (1981, compositeur)
- Avant de se quitter («Прежде, чем расстаться») (1984, acteur, compositeur)
- Salon de beauté (Салон красоты) (1985, compositeur)
- L'ordre (Приказ) (1987, compositeur)

### Récompenses
- 1997 : Artiste du peuple de la fédération de Russie[2]
- 2005 : Ordre du Mérite pour la Patrie[3]
- 2010 : Ordre de l'Honneur[4]
- 2015 : Ordre de l'Amitié[5]